# Xilin Gol
Xilin Gol (en mongol: Шилийн Гол, romanizado: Shiliin Gol; en chino, 锡林 郭勒; pinyin, Xílín Guōlēi) es una liga en la provincia de Mongolia Interior, República Popular China. Limita al norte con Mongolia, al sur con Ulanhad, al oeste con Eren Hot y al este con Holin Gol. Su área es 211 866 km² y su población total es de un poco más del millón .

## Toponimia
Xilin es una palabra mongol y significa 'meseta' y Gol significa 'río'.

## Administración
La liga de Xilin Gol se divide en 2 ciudades, 1 condado y 9 banderas: 
- Ciudad Xilinhot (锡林浩特市)
- Ciudad Eren Hot (二连浩特市)
- condado Dolon (多伦县)
- Banera Abag (阿巴嘎旗)
- Banera Sonid Izquierda (苏尼特左旗)
- Banera Sonid Derecha (苏尼特右旗)
- Banera Ujimqin del Este (东乌珠穆沁旗)
- Banera Ujimqin del Oeste (西乌珠穆沁旗)
- Banera Taibus (太仆寺旗)
- Banera Xianghuang (镶黄旗)
- Banera Zhengxiangbai (正镶白旗)
- Banera Zhenglan (正蓝旗)

Existe una zona abierta en la ciudad de Xilin Gol (锡林郭勒经济技术开发区) que fomenta la economía local.

## Clima
La ciudad tiene un clima semiárido, con inviernos largos y muy secos y veranos cortos y calurosos. Los rangos de temperatura mensual promedio son de -18 °C en enero a 21.2 °C en julio, con una media anual de 2,60 °C. La ciudad recibe 2970 horas de sol al año, debido a la aridez, la variación de la temperatura diurna con frecuencia excede los 15 °C. Las mayores lluvias se presentan en julio y agosto.
| Parámetros climáticos promedio de Xilin Gol (1971−2000) | Parámetros climáticos promedio de Xilin Gol (1971−2000) | Parámetros climáticos promedio de Xilin Gol (1971−2000) | Parámetros climáticos promedio de Xilin Gol (1971−2000) | Parámetros climáticos promedio de Xilin Gol (1971−2000) | Parámetros climáticos promedio de Xilin Gol (1971−2000) | Parámetros climáticos promedio de Xilin Gol (1971−2000) | Parámetros climáticos promedio de Xilin Gol (1971−2000) | Parámetros climáticos promedio de Xilin Gol (1971−2000) | Parámetros climáticos promedio de Xilin Gol (1971−2000) | Parámetros climáticos promedio de Xilin Gol (1971−2000) | Parámetros climáticos promedio de Xilin Gol (1971−2000) | Parámetros climáticos promedio de Xilin Gol (1971−2000) | Parámetros climáticos promedio de Xilin Gol (1971−2000) |
| Mes                                                     | Ene.                                                    | Feb.                                                    | Mar.                                                    | Abr.                                                    | May.                                                    | Jun.                                                    | Jul.                                                    | Ago.                                                    | Sep.                                                    | Oct.                                                    | Nov.                                                    | Dic.                                                    | Anual                                                   |
| ------------------------------------------------------- | ------------------------------------------------------- | ------------------------------------------------------- | ------------------------------------------------------- | ------------------------------------------------------- | ------------------------------------------------------- | ------------------------------------------------------- | ------------------------------------------------------- | ------------------------------------------------------- | ------------------------------------------------------- | ------------------------------------------------------- | ------------------------------------------------------- | ------------------------------------------------------- | ------------------------------------------------------- |
| Temp. máx. media (°C)                                   | −12.1                                                   | −7.5                                                    | 1.6                                                     | 12.9                                                    | 20.6                                                    | 25.4                                                    | 27.6                                                    | 25.8                                                    | 20.0                                                    | 11.3                                                    | 0.0                                                     | −9.1                                                    | 9.7                                                     |
| Temp. mín. media (°C)                                   | −23.9                                                   | −20.9                                                   | −12.2                                                   | −2.1                                                    | 5.4                                                     | 11.6                                                    | 15.4                                                    | 13.3                                                    | 6.0                                                     | −2.5                                                    | −12.3                                                   | −20.2                                                   | −3.5                                                    |
| Precipitación total (mm)                                | 2.2                                                     | 2.1                                                     | 5.3                                                     | 6.8                                                     | 23.2                                                    | 45.0                                                    | 89.0                                                    | 70.2                                                    | 23.7                                                    | 11.3                                                    | 5.3                                                     | 2.5                                                     | 286.6                                                   |
| Días de precipitaciones (≥ 0.1 mm)                      | 4.1                                                     | 3.8                                                     | 4.5                                                     | 3.9                                                     | 5.9                                                     | 10.9                                                    | 14.0                                                    | 11.6                                                    | 6.7                                                     | 4.7                                                     | 4.2                                                     | 4.3                                                     | 78.6                                                    |
| Horas de sol                                            | 205.0                                                   | 213.7                                                   | 262.1                                                   | 271.6                                                   | 298.2                                                   | 287.5                                                   | 276.9                                                   | 273.3                                                   | 254.5                                                   | 239.7                                                   | 199.7                                                   | 187.8                                                   | 2970                                                    |
| Humedad relativa (%)                                    | 72                                                      | 68                                                      | 56                                                      | 39                                                      | 39                                                      | 50                                                      | 61                                                      | 63                                                      | 56                                                      | 53                                                      | 61                                                      | 71                                                      | 57.4                                                    |
| Fuente: China Meteorological Administration             |                                                         |                                                         |                                                         |                                                         |                                                         |                                                         |                                                         |                                                         |                                                         |                                                         |                                                         |                                                         |                                                         |

## Economía
La economía de la liga se basa en la minería y la agricultura. El turismo representa una buena parte en especial durante el festival de verano Naadam,una reunión de la etnia mongola para la lucha libre, el comercio de caballos, concursos de disfraces, carreras de caballos, etc. 